# Robert Smithson

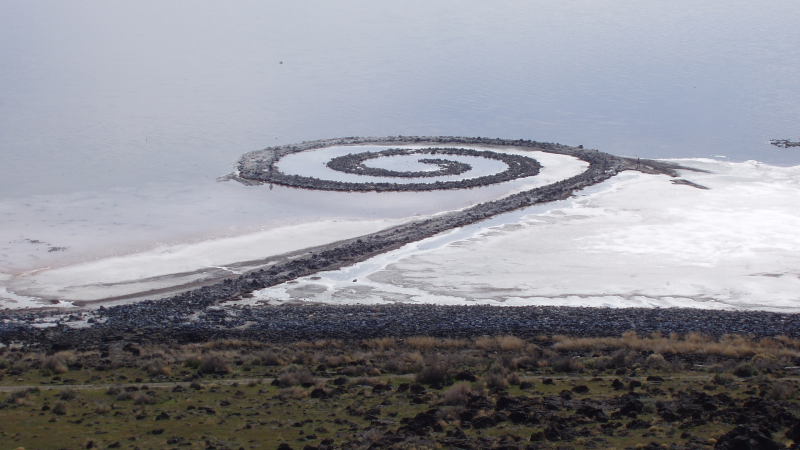
Spiral Jetty

Robert Smithson (Passaic, Condado de Passaic Nueva Jersey, 
2 de enero de 1938 – Amarillo, Texas 20 de julio de 1973) fue un artista contemporáneo relacionado con el movimiento llamado Land Art. Estudió pintura y dibujo en la ciudad de Nueva York. Después de diplomarse en la Liga de Estudiantes de Arte en 1956, se inscribió en la Escuela del Museo de Brooklyn. Su tipo de pintura preferida es la pintura abstracta, tipo de pintura que dejó para consagrarse, a partir de 1962, a la escultura. Comenzó a trabajar en lugares suburbanos, empleando para sus trabajos el término Earthworks (obras de tierra). Sus construcciones, esculturales sin ninguna función utilitaria, son así obras efímeras. Sus obras son gigantescas, construidas con la ayuda de máquinas industriales, lejos de la población. Su obra más conocida posiblemente sea la Spiral Jetty creada en abril de 1970 en el Gran Lago Salado en Utah. Falleció en accidente de aviación en 1973, mientras exploraba el emplazamiento para lo que sería la obra "Amarillo Ramp". Un proyecto que materializaría Nancy Holt en colaboración con Richard Serra.

## Obra
Con su obra non-sites, Robert Smithson propone la interpretación de ciertos lugares en los que la destrucción trasciende a los mismos. A través de esta idea incorpora obsesiones y deseos personales a paisajes a los que ha viajado. R. Smithson solía trabajar solapando diferentes momentos de un mismo lugar con el objetivo de representar cierta resistencia al paso del tiempo.